# Хингуракгода (подразделение ОС)
Подразделение ОС Хингуракгода — одно из семи подразделений ОС, составляющих округ Полоннарува в Северо-Центральной провинции Шри-Ланки. Административным центром является город Хингуракгода. Основные населённые пункты: Хингуракгода, Миннерия, Галоя, Алутоя, Китулуттува, Йода-Эла-Эй.
Секретарь подразделения ОС — Е. А. С. Едирисинг.
На его территории находятся водохранилища (танки) Миннерия-Уэва и Геритал-Уэва, соответственно, и заповедник Миннерия-Геритал, расположенный между ними. Самая высокая точка 352 метра.
Через подразделение ОС проходит несколько автомобильных дорог: A6, A11, B617, B112, B287, B552, B155 и др.; есть также две железных дороги.
Стоит также отметить, что на территории подразделения находится аэродром смешанного типа SLAF Hingurakgoda, 4-й по размерам в стране, а кроме этого — целый ряд военных объектов, что связано с выгодным стратегическим положением, особенно во время гражданской войны.